# David Crane (programador)
David Crane (Napanne, Indiana, Estados Unidos; 9 de octubre de 1953) es un diseñador de videojuegos y un programador de videojuegos estadounidense.
Crane inició su carrera en Atari, desarrollando videojuegos para el Atari 2600. Tras un reunión con un compañero Alan Miller en un juego de tenis, Miller le expuso su plan de dejar la compañía y fundar una en la que le dieran más reconocimiento a los diseñadores de videojuegos. Tras esta reunión, dejó Atari en 1979 y fundó Activision junto con Miller, Jim Levy, Bob Whitehead y Larry Kaplan. Sus videojuegos ganaron muchos reconocimientos mientras estuvo en Activision. En Activision, es más conocido por ser el diseñador de Pitfall!, un videojuego que mantuvo en las listas por 64 semanas. Solía tener una placa personalizada para su automóvil con las letras Pitfall en ella.
En 1986, Crane dejó Activision y fundó Absolute Entertainment junto con Garry Kitchen. Ambos dejaron Activision por la partida de Jim Levy, y la manera en que el nuevo CEO de Activision, Bruce Davis, trataba a los videojuegos como mercancías en vez de productos creativos. Aunque Crane trabajo para Absolute, realizó toda la programación desde su casa en California. En Absolute Entertainment, fue más conocido por A Boy and His Blob, un título exitoso para NES en el que se siguen las aventuras del protagonista y su compañero, una forma cambiante llamada 'blob', y Amazing Tennis. En 1995, Absolute Entertainment fue disuelta, y se convirtió en una compañía extinta.
En 1995, fundó Skyworks Technologies y actualmente es el oficial en jefe técnico de la organización.

## Lista de títulos
| Año  | Título                          | Compañía               |
| ---- | ------------------------------- | ---------------------- |
| 1978 | Outlaw                          | Atari                  |
| 1979 | Canyon Bomber                   | Atari                  |
| 1981 | Freeway                         | Activision             |
| 1982 | Pitfall!                        | Activision             |
| 1984 | Pitfall II: Lost Caverns        | Activision             |
| 1984 | Ghostbusters                    | Activision             |
| 1985 | Little Computer People          | Activision             |
| 1989 | A Boy and His Blob              | Absolute Entertainment |
| 1990 | The Rescue of Princess Blobette | Absolute Entertainment |
| 1994 | Night Trap                      | Digital Pictures       |